# Hemerocoetes macrophthalmus
Hemerocoetes macrophthalmus és una espècie de peix de la família dels percòfids i de l'ordre dels perciformes.

## Descripció
Els mascles madurs presenten el tercer radi ramificat de l'aleta caudal allargat. Aleta dorsal amb radis ramificats. Es distingeix d'Hemerocoetes pauciradiatus per tindre els ulls relativament grans, l'espai interorbitari força estret, 39 radis a l'aleta dorsal i 36 a l'anal.

## Alimentació
El seu nivell tròfic és de 3.

## Hàbitat i distribució geogràfica
És un peix marí, demersal (entre 90 i 438 m de fondària) i de clima temperat, el qual viu al Pacífic sud-occidental: Nova Zelanda (incloent-hi les illes Chatham).

## Observacions
És inofensiu per als humans i el seu índex de vulnerabilitat és moderat (36 de 100).